# 스티브 지시스
스티브 지시스(Steve Zissis, 1975년 12월 17일 ~ )는 미국의 배우, 각본가, 영화 제작자이다.
뉴올리언스에서 태어났다.

## 출연 작품

### 영화
- The Intervention (2005)
- Baghead (2008)
- The Overbook Brothers (2009)
- 사이러스 (2010)
- 제프 후 리브스 앳 홈 (2011) - 스티브 역
- The Do-Deca-Pentathlon (2012) - 마크 역
- 엉덩이 요정 마일로 (2013)
- 그녀 (2013)
- Another Evil (2016)
- 하우스 (2017)
- 프론트 러너 (2018)
- 해피 데스데이 2 유 (2019) - 딘 역
- 배드 헤어 (2020)
- 크루엘라 (2021)
- 헌티드 맨션 (2023)

### 텔레비전
- 오피스 (2008)
- 더 리그 (2009)
- 팍스 앤 레크리에이션 (2009-10) - 그레이 역
- 프라이빗 프랙티스 (2012)
- 투게더니스 (2015-16, Togetherness)
- 싱글 페어런츠 (2018-19)
- 코미 룰: FBI 폭로 스캔들 (2020)
- 엿보는 자들의 밤 (2023)